# Long'erjia
Long'erjia (kinesiska: 龙尔甲乡, 龙尔甲) är en socken i Kina. Den ligger i provinsen Sichuan, i den sydvästra delen av landet, omkring 260 kilometer nordväst om provinshuvudstaden Chengdu. Antalet invånare är 1 527. Befolkningen består av 763 kvinnor och 764 män. Barn under 15 år utgör 17,0 %, vuxna 15-64 år 70 %, och äldre över 65 år 11,0 %.
Genomsnittlig årsnederbörd är 1 060 millimeter. Den regnigaste månaden är juli, med i genomsnitt 213 mm nederbörd, och den torraste är december, med 5 mm nederbörd.